# 愛知県道187号犬山停車場線

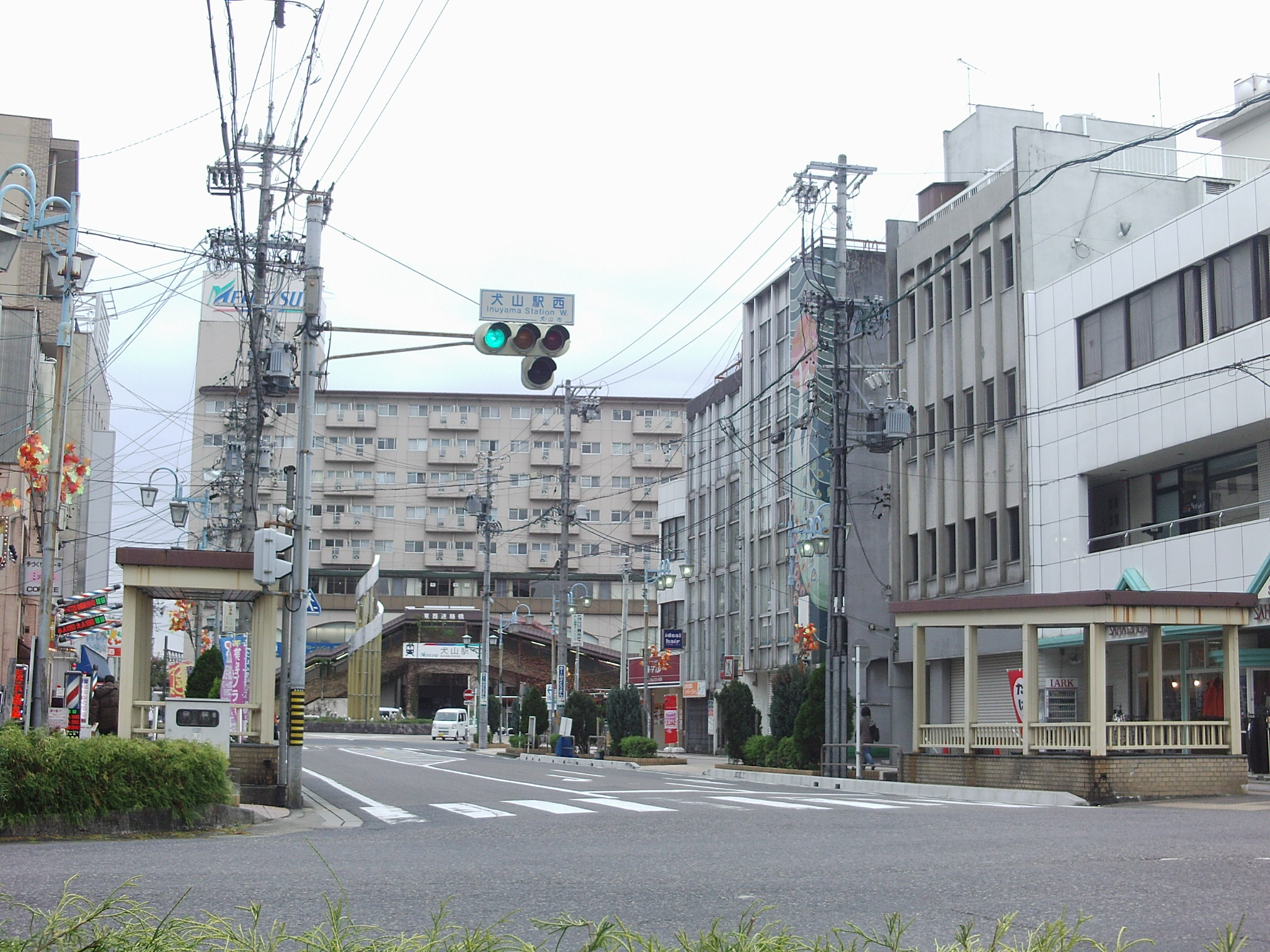
終点から起点犬山停車場を望む。（犬山市犬山）

愛知県道187号犬山停車場線（あいちけんどう187ごう いぬやまていしゃじょうせん）は、愛知県犬山市内を通る一般県道である。

## 概要

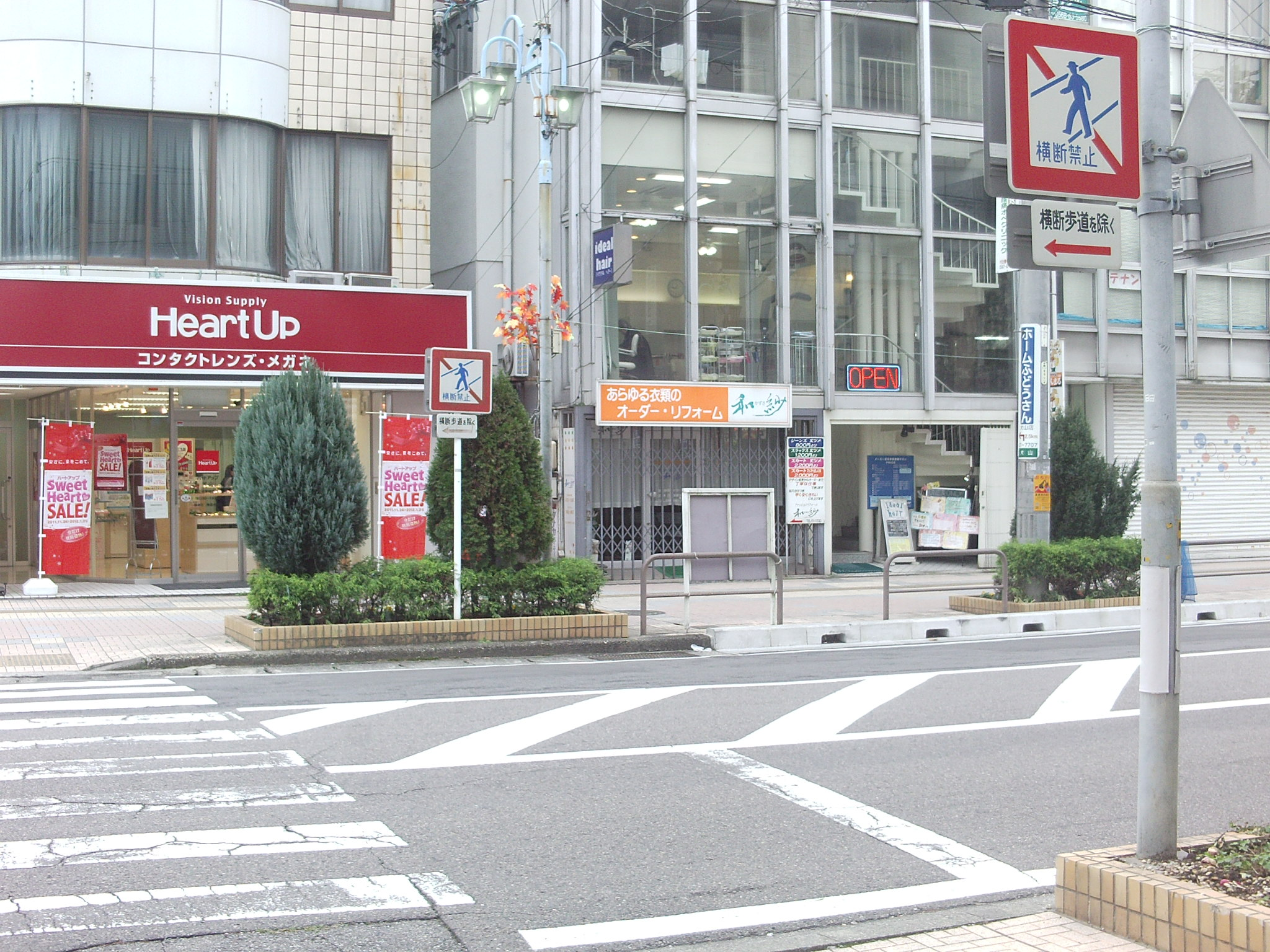
この県道では横断歩道部分を除いて規制標識による歩行者横断禁止が実施されている。

### 路線データ
- 起点：犬山停車場
- 終点：愛知県犬山市大字犬山
- 全長：約170m

## 沿革
- 1959年12月15日：認定

## 地理

### 通過する自治体
- 愛知県
  - 犬山市

### 接続する道路
- 愛知県道27号春日井各務原線（木曽街道）（駅西交差点）
- 愛知県道183号浅井犬山線（巡見街道）（駅西交差点）

### 沿線
- 名鉄犬山線・小牧線・広見線 犬山駅